# 河端朋之
河端朋之（日语：／ Kawabata Tomoyuki，1985年2月7日—），日本男子自行车运动员。他曾代表日本参加2014年亚洲运动会自行车比赛，获得一枚银牌和一枚铜牌。他也曾获得2018年世界场地自行车锦标赛男子竞轮赛亚军。